# 가나야마역 (아이치현)

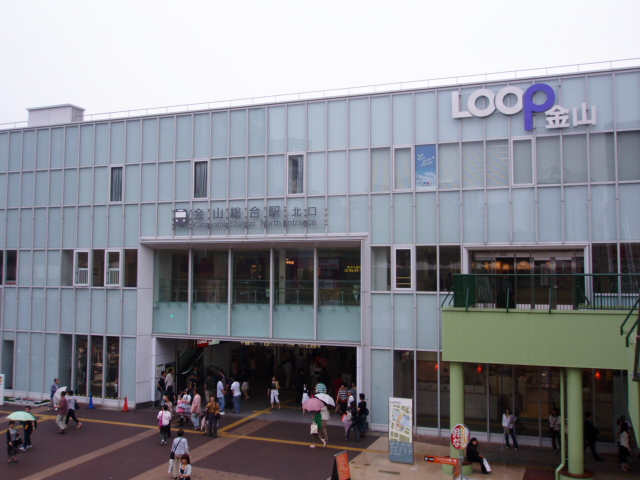
통합 역사의 북쪽 출구

가나야마역 (금산역, 일본어: 金山駅 카나야마에키[*])은 일본 아이치현 나고야시 나카구에 있는 도카이 여객철도·나고야 철도·나고야 시 교통국 (나고야 지하철)의 철도역이다.

## 접속 노선
- 도카이 여객철도
  - 도카이도 선 나고야 지구 (도카이도 본선)
  - 주오 본선
- 나고야 철도
  - 나고야 본선
- 나고야 시 교통국 (나고야 지하철)
  - 나고야 지하철 메이조 선·메이코 선

## 도카이 여객철도
2면 4선 구조의 지상역으로, 도카이도 본선과 주오 본선의 별도의 섬식 승강장을 사용하고 있다. 1962년 주오 본선 후루와타리 신호장을 이전하여 역으로 만든 것으로, 도카이도 본선의 승강장은 1989년에 설치되었다. 특급 시나노, 센트럴 라이너, 도카이도 본선·주오 본선의 홈라이너 등이 정차한다.
역장과 역무원이 배치된 직영역으로, 아쓰타역과 쓰루마이역을 관리한다.
| 1 | ■ 주오 본선     | 다지미 · 나카쓰가와 방면            |
| 2 | ■ 주오 본선     | 나고야 방면                         |
| 3 | ■ 도카이도 본선 | 오카자키 · 도요하시 · 다케토요 방면 |
| 4 | ■ 도카이도 본선 | 나고야 · 오가키 방면                |

## 나고야 철도
2면 4선 구조의 지상역이다.
| 1 · 2 | 하행 | ■ 나고야 본선                                         | 나고야 · 이치노미야 · 기후 방면                                            |
| 1 · 2 | 하행 | ■ 이누야마 선 · 히로미 선 · 일부 가카미가하라 선 열차 | 이와쿠라 · 이누야마 · 신우누마 · 신카니 방면                               |
| 1 · 2 | 하행 | ■ 쓰시마 선 · 비사이 선                               | 쓰시마 · 사야 · 야토미 방면                                                |
| 3 · 4 | 상행 | ■ 나고야 본선·도요카와 선                             | 진구마에 · 나루미 · 지류 · 히가시오카자키 · 도요하시 · 도요카와이나리 방면 |
| 3 · 4 | 상행 | ■ 니시오 선                                           | 니시오 · 기라요시다 방면                                                   |
| 3 · 4 | 상행 | ■ 도코나메 선 · 공항선                                | 오타가와 · 도코나메 · 주부 국제공항 방면                                   |
| 3 · 4 | 상행 | ■ 고와 선 · 지타 신선                                 | 지타한다 · 고와 · 우쓰미 방면                                              |

## 나고야 지하철
나고야 지하철에서는 유일하게 쌍섬식 구조를 가진 역으로, 2면 4선 구조로 되어 있다. 바깥쪽 2개의 선로는 메이조 선, 안쪽 2개의 선로는 메이코 선이 사용한다.
개찰구는 북부, 중앙, 남부의 3개가 있으며, 출입구는 6개이다. 또한 주쿄 대학 문화시민회관과 연결되는 지하 통로가 설치되어 있다.
| 1 | ■ 메이조 선  | 아라타마바시 · 야고토 · 모토야마 방면 |                                        |
| 2 | 〓 메이코 선 | 도카이도리 · 나고야코 방면            |                                        |
| 3 | ■ 메이조 선  | 사카에 · 나고야조 · 오조네 방면       | (나고야코 방면에서 온 열차가 사용)     |
| 4 | · 방면       | 사카에 · 나고야조 · 오조네 방면       | (아라타마바시 방면에서 온 열차가 사용) |

## 역세권 정보
- 국도 제19호선

## 역사
- 1886년 4월 1일 - 관설철도 (뒷날의 일본국유철도) 도카이도 본선 아쓰타역 ~ 기요스역 구간이 개통.
- 1908년 5월 3일 - 나고야 전기 철도 (뒷날의 나고야 시영 전차) 아쓰타 선이 개업하여 환승역이 되었다.
- 1944년 9월 1일 - 나고야 철도 동서연락선의 진구마에 역 ~ 신나고야 역 구간이 개업하여 인근의 가나야마바시 역을 지나가게 되었다. 이 노선은 12월 21일 도요하시 선과 메이기 선으로 분리되었다가, 1948년 나고야 본선으로 통합되었다.
- 1962년 1월 25일 - 일본국유철도가 주오 본선 지쿠사 역 ~ 나고야 역 사이에 가나야마 역을 개업하였다.
- 1967년 3월 30일 - 나고야 시영 지하철 2호선 (지금의 메이조 선의 일부)이 가나야마 역에 개업하였다.
- 1974년 3월 30일 - 나고야 시영 지하철 4호선 (지금의 메이조 선의 일부)이 가나야마 역에 개업하였다.
- 1974년 3월 31일 - 나고야 시영 전차의 정류장이 폐지되었다.
- 1987년 4월 1일 - 민영화에 따라, 일본국유철도 소속 가나야마 역이 도카이 여객철도의 소속이 되었다.
- 1989년 7월 9일 - 나고야 철도 가나야마바시 역, 주오 본선의 가나야마 역이 가나야마 역과 기능을 통합했다.
- 2006년 11월 25일 - 도카이 여객철도의 가나야마 역에서 TOICA의 사용이 개시되었다.
- 2011년 2월 11일 - 나고야 철도와 나고야 지하철의 역에서 manaca의 사용이 개시되었다.

## 인접역
| 도카이 여객철도 도카이도 본선                     | 도카이 여객철도 도카이도 본선                 | 도카이 여객철도 도카이도 본선            |
| ------------------------------------------------- | --------------------------------------------- | ---------------------------------------- |
| 가리야 도요하시 방면                              | ■ 특별쾌속                                    | 나고야 ·오가키 방면                      |
| 오부 도요하시 방면                                | ■ 홈라이너·신쾌속                             | 나고야 ·오가키 방면                      |
| 교와 도요하시 방면                                | ■ 쾌속·구간쾌속                               | 나고야 ·오가키 방면                      |
| 아쓰타 도요하시 방면                              | ■ 보통                                        | 오토바시 나고야·오가키 방면              |
| 도카이 여객철도 주오 본선                         |                                               |                                          |
| 지쿠사 나카쓰가와·시오지리 방면                   | ■ 홈라이너                                    | 나고야 방면                              |
| 지쿠사 나카쓰가와·시오지리 방면                   | ■ 센트럴 라이너                               | 나고야 방면                              |
| 쓰루마이 나카쓰가와·고조지 방면                   | ■ 쾌속·보통                                   | 나고야 방면                              |
| 나고야 철도 나고야 본선                           |                                               |                                          |
| NH 33 진구마에 도요하시 방면                      | ■ 뮤스카이·쾌속특급·특급·쾌속급행·급행·준급행 | 메이테쓰 나고야 NH 36 메이테쓰 기후 방면 |
| NH 33 진구마에 도요하시 방면                      | ■ 보통                                        | 산노 NH 35 메이테쓰 기후 방면            |
| 나고야 시 교통국 ■ 메이조 선                      |                                               |                                          |
| M28 니시타카쿠라 아라타마바시·나고야다이가쿠 방면 |                                               | 히가시베쓰인 M02 사카에·오조네 방면      |
| 나고야 시 교통국 〓 메이코 선                     |                                               |                                          |
| E02 히비노 나고야코 방면                          |                                               | 시·종착역                                |